# Liste der österreichischen Botschafter in Ungarn
Diese Liste der österreichischen Botschafter in Ungarn zeigt alle in der Zeit von nach dem Ersten Weltkrieg bis heute (2017) akkreditierten offiziellen Vertreter Österreichs im Nachbarland Ungarn. Der österreichische Botschafter in Ungarn residiert in der Benczúr utca 16 in Budapest.

## Botschafter
| Ernannt / Akkreditiert | Name                          | Bemerkungen | ernannt während der Regierung von | akkreditiert bei | Posten verlassen |
| ---------------------- | ----------------------------- | --- | --------------------------------- | ---------------- | ---------------- |
| 7. Nov. 1918           | Hans von Cnobloch             | Sektionschef, Vertreter der Republik Deutschösterreich | Karl Renner                       | Mihály Károlyi   | 1920             |
| 1920                   | Hans von Cnobloch             | Gesandter, Einrichtung einer Gesandtschaft am 25. Februar 1920; Titel des Missionschefs: „ao. Gesandter und bevollmächtigter Minister“ ab 1938 Gesandter                                                               | Michael Mayr                      | Károly Huszár    | 1922             |
| 1922                   | Franz Calice                  | Gesandter | Ignaz Seipel                      | Miklós Horthy    | 1932             |
| 1932                   | Leopold Hennet                | Gesandter (Bundesminister a. D.) | Karl Buresch                      | Miklós Horthy    | 1936             |
| 1936                   | Odo Neustädter-Stürmer        | Gesandter (Bundesminister a. D.) | Kurt Schuschnigg                  | Miklós Horthy    | 1936             |
| 1936                   | Odo Neustädter-Stürmer        | Gesandter (Bundesminister a. D.) | Kurt Schuschnigg                  | Miklós Horthy    | 1938             |
| 24. Feb. 1946          | Meinrad Falser                | „Politischer Vertreter“ Legationsrat Dr. ab 24. Februar 1946 inoffizieller Vertreter der österreichischen Interessen, nach Zustimmung der Alliierten ab 1947 „politischer Vertreter“                                   | Leopold Figl                      | Zoltán Tildy     | 1947             |
| 1947                   | Paul Wilhelm-Heininger        | Politischer Vertreter, Geschäftsträger, mit Genehmigung des interalliierten Kontrollrats vom 28. Januar 1948 Umwandlung der beiden „politischen Vertretungen“ am 3. März 1948 in Gesandtschaften mit Geschäftsträgern. | Leopold Figl                      | Zoltán Tildy     | 1951             |
| 1951                   | Stephan Verosta               | Geschäftsträger | Leopold Figl                      | Sándor Rónai     | 1953             |
| 1953                   | Olivier Rességuier            | Geschäftsträger, Gesandter ab 23. August 1954, Vereinbarung des Austausch von Gesandten per Notenwechsel vom 14. Juli 1954                                                                                             | Julius Raab                       | István Dobi      | 1955             |
| 1955                   | Karl Braunias                 | Gesandter | Julius Raab                       | István Dobi      | 1956             |
| 1956                   | Walther Peinsipp              | Gesandter | Julius Raab                       | István Dobi      | 1962             |
| 1963                   | Simon Koller                  | November 1965 Aufwertung der Vertretung zur Botschaft | Alfons Gorbach                    | István Dobi      | 1967             |
| 1967                   | Kurt Enderl                   | | Josef Klaus                       | Pál Losonczi     | 1972             |
| 1972                   | Friedrich Frölichsthal        | | Bruno Kreisky                     | Pál Losonczi     | 1978             |
| 1978                   | Johann Josef Dengler          | | Bruno Kreisky                     | Pál Losonczi     | 1982             |
| 1982                   | Arthur Agstner                | | Bruno Kreisky                     | Pál Losonczi     | 1987             |
| 1988                   | Franz Schmid                  | | Fred Sinowatz                     | Brúnó Straub     | 1992             |
| 1993                   | Erich Kussbach                | | Franz Vranitzky                   | Árpád Göncz      | 1996             |
| 1996                   | Hannes Porias                 | | Franz Vranitzky                   | Árpád Göncz      | 2001             |
| 2001                   | Günter Birbaum                | | Wolfgang Schüssel                 | Ferenc Mádl      | 2004             |
| 2005                   | Ferdinand Mayrhofer-Grünbühel | | Wolfgang Schüssel                 | László Sólyom    | 2009             |
| 19. Jan. 2009          | Michael Zimmermann            | | Werner Faymann                    | László Sólyom    | 6. Jan. 2014     |
| 20. Mai 2014           | Wolfgang Waldner              | Geschäftsträger | Werner Faymann                    | János Áder       | 18. Jan. 2015    |
| 20. Jan. 2015          | Ralph Scheide                 | | Werner Faymann                    | János Áder       | 29. Dez. 2016    |
| 2. Jan. 2017           | Elisabeth Ellison-Kramer      | | Christian Kern                    | János Áder       |                  |
| 14. Sep. 2020          | Alexander Grubmayr            | | Sebastian Kurz                    | János Áder       | Juli 2024        |
| August 2024            | Astrid Harz                   | | Karl Nehammer                     | Tamás Sulyok     |                  |